# Nikola Krstić
Pour les articles homonymes, voir Krstić.
Nikola Krstić, né en 1829 et mort en 1902, est un historien et avocat serbe, docteur en droit et philosophie, professeur au lycée de Belgrade, membre et président de la Cour de cassation et conseiller d'État.

## Biographie
Nikola Krstić naît en 1829 à Vác ( Waizen ) en Hongrie et étudie la philosophie et le droit à Pest. Il arrive à Belgrade en 1853, est le premier professeur d'histoire du droit en Serbie.